# Cortodera bivittata
Cortodera bivittata — жук из семейства усачей и подсемейства Усачики. Голотип насекомого (мужская особь) был обнаружен в Аризоне на южном краю Гранд-Каньон. Голотип хранится в музее Калифорнийской академии наук.